# محمد بن حمزه فناری
محمد بن حمزه فناری (زادهٔ ۷۵۱ قمری در روم - درگذشته ۸۳۴ قمری در بورسا)، معروف به ابن فناری؛ فرزند حمزه ابن محمد ابن محمد از علمای بزرگ عثمانی در قرن نهم قمری است و در آن دوران در علوم متداول زمانهٔ خود از جمله هیئت، قراءات، معانی، بیان، فلسفه و عرفان، سرآمد بود.

## زندگی
ابن فناری پس از آموختن مقدمات، برای ادامه تحصیل به مصر رفت و پس از چند سال به پایتخت عثمانیان در آن دوره (شهر بورسا در جنوب شرقی دریای مرمره) بازگشت.
در این دوران وی نزد سلطان عثمانی - بایزید یکم- تقرب یافت و به منصب قضاوت در بورسا گمارده شد. او همچنین به عنوان مشاور سیاسی دربار عثمانی نیز فعالیت داشت.

با مرگ بایزید و رقابت و درگیری شاهزادگان عثمانی برای دست یافتن بر تخت سلطنت، عملاً دوره‌ای از فترت بر حکومت عثمانی حاکم شد و مدارس نیز از بیدادگری‌های سپاهیان تیمور برکنار نماندند؛ در حمله‌ای که به بورسا، پایتخت و مهم‌ترین مرکز علمی ـ مدرسی عثمانی صورت گرفت، مدارس مورد تعرض قرار گرفتند و تعدادی از مدرسان از جمله، ابن فناری به اسارت درآمدند و نزد تیمور فرستاده شدند. اگر چه ابن فناری، دعوت امیر گورکانی برای حضور در دربار وی را نپذیرفت، اما تعدادی از مدرسان برجسته، از جمله محمد جزری به ناچار درخواست تیمور را پذیرفتند.